# Barringtonia scortechinii
Barringtonia scortechinii är en tvåhjärtbladig växtart som beskrevs av George King. Barringtonia scortechinii ingår i släktet Barringtonia och familjen Lecythidaceae. Inga underarter finns listade i Catalogue of Life.